# Regina Rusch
Regina Rusch-Otto (* 1945 in Hamburg; † 8. September 2017 in Frankfurt am Main) war eine deutsche freiberufliche Schriftstellerin von hauptsächlich Kinder- und Jugendliteratur.

## Leben
Nach dem Studium der Literaturwissenschaft, Geschichte und Philosophie arbeitete sie zunächst als Journalistin (unter anderem beim Stern und bei der Hamburger Morgenpost) sowie in der Erwachsenenbildung. Ihr Umzug nach Frankfurt-Kalbach (1980) veranlasste sie, sich im Rahmen von Stadtteilinitiativen kulturell zu betätigen; gemeinsam mit ihren Mitstreitern gründete sie 1983 den Kinderverein Kalbach und 1985 die Kalbacher Kinderbuchmesse. Ab 1987 ging aus dieser Messe eine Bücherausleihe hervor, zunächst bei ihr zuhause, später im Alten Rathaus von Kalbach.
Noch vor dem Erscheinen ihres ersten Kinderbuches 1987 war sie Initiatorin von Kinderschreibwettbewerben zusammen mit der Gewerkschaftszeitschrift metall.
Regina Rusch war 1988 Gründerin des ersten deutschen Kinderbuchpreises, der aus einer reinen Kinderjury besteht, der Kalbacher Klapperschlange. Sie stand dem Verein 12 Jahre lang vor.
In ihren Kinder- und Jugendbüchern beschäftigte sie sich vor allem mit dem Thema der Toleranz.
Sie lebte einige Jahre in Haunetal-Wehrda.

## Preise und Auszeichnungen
Regina Rusch erhielt für ihre literarische und herausgeberische Tätigkeit von Kinderlyrik mehrere Auszeichnungen.
- 1989: Göttinger Lesezeichen
- 1998: Bundesverdienstkreuz I. Klasse, verliehen von Roman Herzog
- 2001: Bad Wildbader Jugendliteraturpreis

## Werke

### Sachbücher
- So soll die Welt nicht werden. Kinder schreiben über ihre Zukunft als Herausgeberin mit Beiträgen von Horst-Eberhard Richter und Gudrun Pausewang, Anrich Verlag, 1989. ISBN 978-3891060766
- Plötzlich ist alles ganz anders. Kinder schreiben über unser Land. Deutscher Taschenbuch Verein, 1993. ISBN 978-3423303804
- Gewalt. Kinder schreiben über Erlebnisse, Ängste, Auswege. Deutscher Taschenbuch Verlag, 1994. ISBN 978-3423304351
- PuR. Voll im Trend. Sport und Abenteuer mit Kirstin Otto. Beltz Verlag, 2003. ISBN 978-3407755148

### Romane / Erzählungen
- Ruhestörung – wie Rentner Prietzel zu Kindern kam. Anrich Verlag, 1990. ISBN 978-3928352390
- Mitten im Frühling. Arena Verlag, 1996. ISBN 978-3401018713
- Zappelhannes. Anrich Verlag, 1996. ISBN 978-3891060629
- Johanna, wir sind stark. Arena Verlag, 9. Auflage 1996. ISBN 978-3401018287
- Die Schatten vom Galgenberg. Arena Verlag, 1999. ISBN 978-3401049472
- Ferien mit Rückenwind. Arena Verlag, 1999. ISBN 978-3401048949
- Die Geister aus dem Rittergrab. Arena Verlag, 2001. ISBN 978-3401052113
- Die paar Kröten! mit Bildern von Regina Kehn. cbj Verlag, 2003. ISBN 978-3570127636
- Die Geister vom Berg der Verdammten. Arena Verlag, 2003. ISBN 978-3401055596
- Nicht mit Timo! Eine Geschichte über Gewalt in der Schule. Omnibus Verlag, 2007. ISBN 978-3570218242
- Amira, du gehörst zu uns! Ein Kinderroman über Abschiebung. Arena Verlag, 2009. ISBN 978-3401027951
- Ich leb jetzt hier! Die Geschichte einer Einwanderer-Familie mit Bildern von Edda Skibbe. cbj Verlag, 2010. ISBN 978-3570221051
- Zwei Schultüten für Lissi. cbj Verlag, 2011. ISBN 978-3570222409

## Belege
1. ↑  Kalbacher Klapperschlange: Nachruf Regina Rusch, zuletzt eingesehen am 16. Januar 2019
2. ↑  Geschichte der Kalbacher Klapperschlange (Memento vom 14. Februar 2015 im Internet Archive)
3. ↑  Kalbacher Kinderbücherei. (Memento vom 16. Januar 2019 im Internet Archive) Im Original publiziert auf kinderverein-kalbach.de, zuletzt eingesehen am 16. Januar 2019.
4. ↑  Kalbacher Kinderbücherei, ein Angebot des Kinderverein Kalbach e.V.
5. ↑  Geschichten übers Leben. Wehrda ist für die Kinderbuchautorin Regina Rusch zur zweiten Heimat geworden. Auf: hna.de vom 5. September 2011.
6. ↑  Eintrag Regina Rusch auf randomhouse.de, zuletzt eingesehen am 16. Januar 2019

| Personendaten    | Personendaten                          |
| ---------------- | -------------------------------------- |
| NAME             | Rusch, Regina                          |
| KURZBESCHREIBUNG | deutsche Kinder- und Jugendbuchautorin |
| GEBURTSDATUM     | 1945                                   |
| GEBURTSORT       | Hamburg                                |
| STERBEDATUM      | 8. September 2017                      |
| STERBEORT        | Frankfurt am Main                      |